# Оливник нікобарський
Оли́вник нікобарський (Ixos nicobariensis) — вид горобцеподібних птахів родини бюльбюлевих (Pycnonotidae). Ендемік Індії.

## Опис
Довжина птаха становить 20 см. Верхня частина тіла темна, зеленувато-коричнева, нижня частина тіла бліда, жовтувата. Верхня частина голови чорна.

## Поширення і екологія
Нікобарські оливники є ендеміками групи островів Нанкаурі в архіпелазі Нікобарських островів. Вони живуть у вологих тропічних лісах, в садах і на плантаціях. Зустрічаються на висоті до 600 м над рівнем моря.

## Збереження
МСОП класифікує стен збереження цього виду як близький до загрозливого. За оцінками дослідників, популяція нікобарських оливників становить від 1500 до 7000 птахів. Їм загрожує знищення природного середовища,